# Kalkmagerrasen und Diemelaltwasser bei Lamerden
Kalkmagerrasen und Diemelaltwasser bei Lamerden este o arie protejată (arie specială de conservare — SAC, sit de importanță comunitară — SCI) din Germania întinsă pe o suprafață de 17,52 ha, integral pe uscat.

## Localizare
Centrul sitului Kalkmagerrasen und Diemelaltwasser bei Lamerden este situat la coordonatele 51°31′43″N 9°20′20″E / 51.5286°N 9.3389°E.

## Înființare
Situl Kalkmagerrasen und Diemelaltwasser bei Lamerden a fost declarat sit de importanță comunitară în aprilie 1999 pentru a proteja 1 specie de plante și 4 specii de animale. Situl a fost protejat și ca arie specială de conservare în martie 2008.

## Biodiversitate
Situată în ecoregiunea continentală, aria protejată conține 8 habitate naturale: Lacuri eutrofice naturale cu vegetație de tip Magnopotamion sau Hydrocharition, Formațiuni de Juniperus communis pe lande sau pajiști calcaroase, Pajiști carstice calcaroase sau bazofile, de Alysso-Sedion albi, Pajiști uscate seminaturale și facies de acoperire cu tufișuri pe substraturi calcaroase (Festuco-Brometalia) (* situri importante pentru orhidee), Fânețe de joasă altitudine (Alopecurus pratensis, Sanguisorba officinalis), Grohotișuri medio-europene calcaroase, de la nivel colinar și montan, Păduri de fag Asperulo-Fagetum, Păduri aluvionare cu Alnus glutinosa și Fraxinus excelsior (Alno-Padion, Alnion incanae, Salicion albae).
La baza desemnării sitului se află mai multe specii protejate:
- plante (1): papucul doamnei (Cypripedium calceolus)
- păsări (3): sfrâncioc roșiatic (Lanius collurio), ciocănitoare verzuie (Picus canus), sturz-cântător (Turdus philomelos)
- amfibieni (1): triton cu creastă (Triturus cristatus)

Pe lângă speciile protejate, pe teritoriul sitului au mai fost identificate 3 specii de amfibieni, 15 specii de nevertebrate, 1 specie de reptile.